# Női korai orgazmus
A női korai orgazmus, (FPO, azaz female premature orgasm) egy kevésbé, sőt alig ismert fogalom a női szexualitásban. Nagyon kevés információ állt fent róla, a másként meg nem határozható szexuális zavarok közé sorolták.

## Felfedezése
2011-ben a portugáliai Magalhães Lemos kórház orvosa Serafim Carvalho és munkatársai készítettek egy kutatást. Ebben 510 18-45 év közötti nők kérdeztek meg. Az érdekelte őket tapasztaltak-e már korai orgazmust, illetve mennyire zavarja őket ezen jelenség.

## Eredmények
A kutatás szerint a szexuálisan aktív nők körülbelül 40%-ának van időnként korai orgazmusa, 14%-a gyakrabban fordul elő ilyen eset, 3,3%-a pedig teljesen megfelel női korai orgazmus, azaz az FPO leírásának. 

## A női korai orgazmus leírása
A folyamat hasonló a férfiak korai magömléséhez, azaz idő előtt következik be olyan állapot, mellyel a szex illetve az aktus le is zárul. Leírható időtávban, azaz férfiakéhoz hasonlóan egy percen belül bekövetkezhet, hasonlóan nem képesek a nők sem kontroll alatt tartani ezt, ezek pedig a férfiakéhoz hasonlóan problémát okozhatnak a párkapcsolatban. 
"… a helyzet az, hogy én is úgy érzem, ahogy a férfiaknak kell érezniük a korai magömlést, és nem látják át teljesen a különbséget – nagyon gyorsan végzek, míg a barátomnak nincs rá alkalma, és ez kezd nagyon zavarni. Amint orgazmusom van, kényelmetlennek érzem a folytatást, megváltozik a hangulatom, és végül kimarad, ami miatt rosszul érzem magam…" - egy tesztalany visszajelzése

## Megítélés
Ezen problémáról nagyon keveset tudni. Mindösszesen egy 2005-ös Chicagó-i Egyetem által készített kutatásban, illetve egy 2016-os brit kutatásban szerepel még. Az amerikaiban 10%-ot mutattak ki előfordulásként, a brit kutatásban 3,9%-ot. 
A terapeuták egy része szerint nem kellene az orgazmus idejét problémának tekinteni, mivel az örömérzet bármikor jöhet. Azonban maga az aktus folyamatának elakadása ugyanúgy probléma lehet, ahogy a férfiak korai magömlése is gondot okozhat. 